# 浦富海岸
浦富海岸（うらどめかいがん）は、鳥取県岩美郡岩美町にある約15キロメートルにわたるリアス式海岸。但馬御火浦の西に位置する。

## 概要
国の名勝、天然記念物に指定され（1928年）、「日本百景」、「日本の白砂青松百選」、「日本の渚百選」、「平成にっぽん観光地百選」などに選ばれている日本海沿岸の自然景勝地。海岸西部には、海水等の侵食による花崗岩の断崖、奇岩、洞門が続き、海面上に大小の島や岩が散在する風景が日本三景の一つ・宮城県の松島に似ていることから「山陰の松島」と呼ばれることもある。海岸東部には遠浅の砂浜が広がり、夏は海水浴場としてにぎわう。

### キャンプ禁止条例
1960年代後半からキャンプ客が押し寄せるようになり、夏の週末には海岸全体で3000ものテントが並ぶようになった。キャンプ客が増えるに従いゴミの放置や家の資材を勝手に持ち出すなどマナーの悪化が問題視されるようになり、岩美町では1971年当時としては珍しい「岩美町キャンプ禁止区域に関する条例」を制定してキャンプ客の締め出しを行った。この条例は2019年現在も有効であり、違反者には罰金が課されることとなっている。

## 名所
- 城原海岸（海中公園地区指定）
- 浦富海水浴場
- 千貫松島
- 菜種島 - 高さ60m、周囲400m
  - 菜種五島
- 竜神洞
- 観音浦
- 西蓬莱島
- 太郎兵衛島
- 鴨ヶ磯海岸
- 黒島 - 溶岩でできた島
- 虚空蔵山 - 山頂に虚空蔵菩薩を祀る
- 白粉の断崖 - 水尻洞門
- 駱駝島
- 石垣島
- 岩燕洞門

## 所在地
- 〒681-0000 鳥取県岩美郡岩美町

## 交通アクセス
- 山陰本線 鳥取駅・岩美駅より日交バス（路線番号：32・32H・33）「浦富海岸口」下車、徒歩15分
- 山陰本線 岩美駅から岩美町営バス田後方面行きで10分、「浦富海岸」下車